# Burolo
Burolo (piemonti nyelven Burel vagy Bureul) egy észak-olasz község (comune) a Piemont régióban.

## Fordítás
- Ez a szócikk részben vagy egészben  a   Burolo című olasz Wikipédia-szócikk fordításán alapul.  Az eredeti cikk szerkesztőit annak laptörténete sorolja fel. Ez a jelzés csupán a megfogalmazás eredetét és a szerzői jogokat jelzi, nem szolgál a cikkben szereplő információk forrásmegjelöléseként.